# Зелений Бор (Єкатеринбурзький міський округ)
Зеле́ний Бор (рос. Зелёный Бор) — селище у складі Єкатеринбурзького міського округу Свердловської області.
Населення — 165 осіб (2010, 647 у 2002).
Національний склад станом на 2002 рік: росіяни — 85 %.